# Newness
Newness ist ein US-amerikanisches Filmdrama aus dem Jahr 2017. Regie führte Drake Doremus, das Drehbuch stammt von Ben York Jones. In den Hauptrollen sind Nicholas Hoult, Laia Costa, Courtney Eaton, Danny Huston und Esther Perel zu sehen.
Der Film hatte am 25. Januar 2017 seine Premiere beim Sundance Film Festival.

## Handlung
Gabi und Martin lernen sich über eine Dating App kennen. Beide sind Ende 20, leben in Los Angeles und suchen einen One-Night-Stand. Doch zwischen ihnen funkt es: Sie möchten sich nicht mehr trennen, sondern eine feste Beziehung eingehen. Beide deaktivieren ihr Konto bei der Dating App.
Gabi zieht bei Martin ein und lernt seine Eltern kennen. Sie erfährt, dass Martin bereits geschieden ist und er außerdem eine Schwester hatte, die gestorben ist. Über beides möchte Martin aber nicht mit Gabi sprechen, was der Beziehung einen ersten Dämpfer versetzt.
In einer Nacht betrügen sie sich gegenseitig, möchten sich deswegen aber nicht trennen, sondern suchen einen Paartherapeuten auf, der ihnen rät, einander alles ehrlich zu erzählen. Sie sprechen offen über ihre früheren sexuellen Erlebnisse, was beide aufregend finden. Daher beschließen sie, sich für One-Night-Stands mit anderen zu treffen und sich alles darüber zu berichten, damit es immer „etwas Neues“ (Newness) in der Beziehung gibt.
Beide reaktivieren ihr Konto bei der Dating App und treffen sich in gegenseitiger Absprache mit anderen. Teilweise beobachten sie sich auch dabei, berichten sich davon und heizen damit ihr eigenes Sexualleben an. Martin erzählt seinem besten Freund, dem Familienvater Paul, wie gut alles funktioniere, dass Gabi bei anderen Männern nie einen Orgasmus habe, und er sich deshalb in diesem Arrangement sicher fühle.
Paul hat indes Neuigkeiten von Martins Exfrau Bethany: Sie habe ein Kind bekommen. Diese Nachricht wirft Martin aus der Bahn. Als er in einer Bar eine Bekannte von Gabis Freundin Claire trifft, bricht es aus ihm heraus: Er erzählt ihr, dass seine Exfrau eine Fehlgeburt hatte. Die Beziehung zerbrach daran, weil Martin ihr nicht zumuten konnte ehrlich zu sagen, dass er auch erleichtert war, so jung noch nicht Vater zu werden. Martin möchte dasselbe nun auch Gabi erzählen, allerdings kommt es nicht dazu. 
Gabi lernt währenddessen Larry, den älteren Kollegen einer Bekannten kennen. Sie schildert ihm ihre offene Beziehung, trifft sich mit ihm und lernt seine Tochter kennen. Er schenkt ihr eine teure Halskette. Als sie Martin von Larry berichtet, erwähnt sie, dass sie bei ihm einen Orgasmus bekommen habe, was Martin wütend macht.
Gabi erfährt von Claire, dass Martin sich deren Freundin anvertraut hat. Sie ist verletzt, weil er Geheimnisse hatte, und findet auf seinem Computer eine Mail an Bethany. Es kommt zu einem heftigen Streit. Martin ist wütend, weil sie ihm verheimlicht hat, teure Geschenke von Larry bekommen zu haben. Er wirft Gabi vor, dass sie wegen ihrer Idee mit der offenen Beziehung an allem schuld sei.
Sie trennen sich im Streit, und Gabi flieht zu Larry. Dieser macht ihr das Angebot, ihn und seine Tochter auf eine längere Reise nach Europa zu begleiten. Auf einer Party macht sie ihm eine Szene, weil er sie nicht ernst nehme. Er erwidert, dass er sie wegen ihres unreifen Umgangs mit Beziehungen gar nicht ernst nehmen könne. Als sie sich aussprechen will, stellt sich heraus, dass Larry ihr Arrangement ganz anders sieht: Das Verhältnis solle oberflächlich bleiben, er wolle sich nur amüsieren und sehe die Geschenke als Gegenleistung. Gabi erkennt, dass sie  diese Art von Beziehung nicht möchte und verlässt Larry.
Martin trifft sich mit seiner Exfrau und die beiden sprechen sich aus. Martin wünscht ihr alles Gute und freut sich für sie.
Gabi kommt zu Martin zurück. Beide gestehen sich, dass ihre Liebe etwas Besonderes ist und sie zusammenbleiben wollen, aber nicht „wie früher“. Sie versprechen sich, kommende Langeweile und Konflikte gemeinsam und nicht durch andere zu lösen.

## Produktion
Im August 2016 trat Drehbuchautor Ben York Jones mit dem Drehbuch zu Newness an die Produktionsfirma Scott Free Productions heran, die mithalf das Budget von unter 10 Millionen US-Dollar aufzubringen. Die Dreharbeiten begannen am 16. Oktober 2016. Für Regisseur Drake Doremus ist es nach Equals – Euch gehört die Zukunft (2015) die zweite Zusammenarbeit mit der Produktionsfirma sowie mit Hauptdarsteller Nicholas Hoult. Um den Film schnell fertigzustellen, wurde während der Produktion auf Newsmeldungen verzichtet. Als Grund für die schnelle Produktionszeit nannte Executive Producer Mason Novick die zeitgemäße Thematik des Films.
Der Film hatte am 25. Januar 2017 seine Premiere beim Sundance Film Festival. Es ist bereits der dritte Film von Doremus, der beim Filmfestival uraufgeführt wurde. Im Juni 2017 sicherte sich Netflix die weltweiten VOD-Rechte für den Film. Veröffentlicht wurde der Film am 3. November 2017.

## Rezeption
Newness bekam gemischte Kritiken. Bei Rotten Tomatoes erhielt der Film eine positive Bewertung von 67 Prozent, basierend auf 12 Reviews, mit einem Durchschnitt von 6,7/10. Bei Metacritic bekam der Film einen Metascore von 49/100, basierend von 7 Kritiken.